# باميلا هاغ
باميلا هاغ (بالإنجليزية: Pamela Haag)‏ هي كاتِبة ومؤرخة أمريكية، ولدت في 3 مايو 1966 في الولايات المتحدة.